# Ширшов, Константин Владимирович
Константи́н Влади́мирович Ширшо́в (род. 1 августа 1974) — российский политический деятель. Депутат Государственной Думы пятого (2007—2011) и шестого созывов (2011—2014), член фракции КПРФ. Член ЦК КПРФ.
13 февраля 2013 года был лишён депутатской неприкосновенности. 26 мая 2014 года приговорён к 5 годам лишения свободы за покушение на мошенничество. Освобождён условно-досрочно в январе 2017 года.

## Биография
Родился 1 августа 1974 года в пос. Гирей Гулькевичского района Краснодарского края в семье учителей. После окончания средней школы работал трактористом на сахарном заводе. В 1992 году поступил в Кубанский государственный аграрный университет, после окончания которого работал агрономом в коллективном сельскохозяйственном предприятии «Прикубанское».
Был одним из участников восстановления комсомольской организации Кубани. В 1996 году избран первым секретарём Краснодарского краевого комитета Российского Коммунистического Союза Молодежи, членом ЦК РКСМ. Был помощником депутата Законодательного собрания Краснодарского края Николая Осадчего. Избирался депутатом Туапсинского городского совета.
В 2001—2004 годах работал начальником организационно-правового отдела администрации Краснодара. С 2005 года работал заместителем генерального директора по региональному сотрудничеству компании «БДМ-Агро». Являлся помощником депутата Госдумы Николая Кондратенко.
В 2007 году избран депутатом Государственной думы пятого созыва по избирательному списку КПРФ в Краснодарском крае. Член Комитета по строительству и земельным отношениям. Член комиссии по рассмотрению расходов федерального бюджета, направленных на обеспечение обороны и государственной безопасности РФ.
Член бюро Краснодарского краевого комитета КПРФ. В ноябре 2008 года вошёл в состав Центрального комитета КПРФ.
Во время войны 2008 года выступал за признание независимости Южной Осетии, несколько дней был в республике в августе 2008 года. Принимал участие в информационном сопровождении конфликта, оказании гуманитарной помощи жителям республики и вводе российских войск в регион. 28 января 2009 года указом президента Северной Осетии Таймураза Мамсурова награждён медалью «Во славу Осетии» за «большой личный вклад в ликвидацию последствий вооружённой агрессии против жителей Республики Южная Осетия».
В 2011 году избран депутатом Государственной думы шестого созыва по избирательному списку КПРФ в Краснодарском крае. Член фракции КПРФ, член комитета ГД по земельным отношениям и строительству.
25 декабря 2012 года Следственный комитет Российской Федерации заявил о причастности Константина Ширшова к делу о мошенничестве. Следователи направили в Генпрокуратуру документы с требованием лишить Ширшова депутатской неприкосновенности. Как сообщается на сайте Следственного комитета, в рамках ранее возбуждённого уголовного дела была установлена причастность Ширшова к вымогательству у крупного предпринимателя Андрея Чернякова 7,5 млн евро за обещание тому мандата депутата Государственной думы по спискам партии «Единая Россия», при помощи двух помощников депутатов от партии «Справедливая Россия».
13 февраля 2013 года Госдума лишила Константина Ширшова депутатской неприкосновенности. 26 мая 2014 года Московский городской суд приговорил Ширшова к пяти годам колонии общего режима за покушение на мошенничество. Верховный суд оставил приговор без изменения.
22 мая 2015 года лишён депутатского мандата (256 — за, 76 — против, 6 — воздержались).
10 января 2017 года был условно-досрочно освобождён.

## Семья
Женат, есть два сына и дочь.